# رود کیو-یودو
رود کیو-یودو (به لاتین: Kyū-Yodo River) یک رود در ژاپن است که در Osaka City, Japan واقع شده‌است.